# PANIC 04
《PANIC 04》는 패닉의 네 번째 정규음반이다. 1998년 이후 각자 솔로와 그룹 등으로 활동해 오던 이적과 김진표가 재결합하여 2005년에 발매했다.

## 재결합
2004년부터 이적이 인터뷰를 통해 2005년 상반기에 공식적으로 패닉이 다시 재결합한다는 발표를 함으로써 기존의 패닉 팬들의 폭발적인 관심을 얻게 되었다. 2005년 12월에 4집 앨범이 발매하고 복귀했을 때, 불황에도 불구하고 4집 앨범 발매 4일 만에 3만장이 넘게 팔리면서 음반 차트 1위를 기록했고, 이 후 7만장이 넘게 팔리게 된다. 타이틀곡은 〈로시난테〉이고, 후속곡은 〈정류장〉이었다. 2006년 3월 말에서 4월까지 ‘Let’s PANIC’이라는 타이틀로 전국 투어를 하기도 하였다.

## 수록곡
전체 작곡: 이적
- 전체 편곡: 정재일

| #            | 제목                   | 작사         | 재생 시간 |
| ------------ | ---------------------- | ------------ | --------- |
| 1.           | 〈재회〉 (Intro)       |              | 1:19      |
| 2.           | 〈균열〉               | 이적, 김진표 | 3:27      |
| 3.           | 〈태풍〉               | 이적, 김진표 | 3:54      |
| 4.           | 〈눈 녹듯〉            | 이적, 김진표 | 4:31      |
| 5.           | 〈길을 내〉            | 이적, 김진표 | 3:53      |
| 6.           | 〈나선계단〉           | 이적, 김진표 | 4:59      |
| 7.           | 〈종이나비〉           | 이적, 김진표 | 3:57      |
| 8.           | 〈뭐라고?〉            | 이적, 김진표 | 3:11      |
| 9.           | 〈정류장〉             | 이적, 김진표 | 4:23      |
| 10.          | 〈로시난테〉           | 이적, 김진표 | 4:55      |
| 11.          | 〈추방〉 (Studio live) | 이적, 김진표 | 4:09      |
| 총 재생 시간 | 총 재생 시간           | 총 재생 시간 | 42:38     |

## 참여
이 목록은 해당 앨범의 부클릿 〈staff〉목록에서 발췌하였다.
패닉
- 이적 - 보컬, 각종 악기
- 김진표 - 랩

연주자
- 정재일 - 프로그래밍, 악기 연주
- Leos Svarovsky - 지휘(1, 6, 9, 10)
  - Ceska Filharmonic 단원 - 오케스트라 연주
- 임헌일 - 전기 기타(4, 7, 10)
- 김연아, 신지아, 임진호, 장보희 - 백 보컬(3, 5)

스탭
- 김성수 - 일렉트릭 기타 소리 감독
- 구종필(코리아 스튜디오) - 오케스트라 에디트
- 정호중, 정택주(Rui 녹음 스튜디오) - 녹음
- Milan Jilek〈Ceska Televize(프라하)〉- 오케스트라 녹음
- 박권일(Rui 녹음 스튜디오) - 믹싱
- Brian Gardner〈Bernie Grundman Mastering Studio(로스엔젤레스)〉 - 마스터링
- 강태규(MUSIC FARM) - 기획부문
- 임무섭, 김민성, 최리나(MUSIC FARM) - 아티스트 매니지먼트
- 이국현(MUSIC FARM) - 이그제큐티브 프로듀서
- 김민희(Fanta Mix) - 스타일링
- 공민선(Open Studio) - 아트 디렉터